# Гаспар, Жорди
Жорди́ Гаспа́р (фр. Jordy Gaspar; 23 апреля 1997, Сент-Этьен, Франция) — французский и ангольский футболист, защитник клуба «По» и сборной Анголы.

## Клубная карьера
Является воспитанником Лиона. С 2014 года — выступает за вторую команду. Дебютировал в ней 23 августа 2014 года в поединке против «Лион Дюшер». Принимал участие в Юношеской лиге УЕФА 2015/2016, где в 1/8 вместе с командой уступил юношам из «Аякса».
28 сентября 2016 года дебютировал за «Олимпик» в матче Лиги чемпионов против «Севильи», выйдя в стартовом составе и будучи заменённым на 79-й минуте Рашидом Геззалем.